# Lily Miyazaki
Yuriko Lily Miyazaki (宮崎百合子?, Miyazaki Yuriko; Tokyo, 11 novembre 1995) è una tennista giapponese naturalizzata britannica.

## Carriera
Yuriko Miyazaki ha vinto 7 titoli in singolare e 8 titoli in doppio nel circuito ITF in carriera. Il 22 luglio 2024 ha raggiunto il best ranking mondiale nel singolare al n°132 e nel doppio al n°184.
Ha fatto suo debutto in un torneo WTA al Transylvania Open 2021 - Doppio, giocando in coppia con la russa Anastasija Gasanova, ma le due hanno ceduto al primo ostacolo. Nel 2022 ha esordito in una prova del Grand Slam agli Australian Open partecipando nelle qualificazioni, dove è  stata sconfitta al primo turno dalla teutonica Jule Niemeier.
Nel marzo 2022 ha deciso di rappresentare la Gran Bretagna.

## Statistiche ITF

### Singolare

#### Vittorie (7)
| Torneo $100.000 (0) |
| Torneo $80.000 (0)  |
| Torneo $75.000 (0)  |
| Torneo $60.000 (3)  |
| Torneo $50.000 (0)  |
| Torneo $40.000 (0)  |
| Torneo $25.000 (1)  |
| Torneo $15.000 (3)  |
| Torneo $10.000 (0)  |

| N. | Data             | Torneo                                                    | Superficie  | Avversaria        | Punteggio        |
| 1. | 15 dicembre 2019 | Magic Tours, Monastir                                     | Cemento     | Jana Karpovič     | 6–0, 6–3         |
| 2. | 8 marzo 2020     | Keio Challenger International Tennis Tournament, Yokohama | Cemento     | Mai Hontama       | 7-5, 5-7, 6-2    |
| 3. | 14 marzo 2021    | Jolie Ville Golf Women's, Sharm el-Sheikh                 | Cemento     | Momoko Kobori     | 6-2, 4-6, 6-3    |
| 4. | 28 marzo 2021    | Jolie Ville Golf Women's, Sharm el-Sheikh                 | Cemento     | Matilda Mutavdzic | 6-3, 6-3         |
| 5. | 23 ottobre 2022  | GB Pro-Series Glasgow, Glasgow                            | Cemento (i) | Heather Watson    | 5-7, 7-6(5), 6-2 |
| 6. | 4 febbraio 2024  | Engie Open Andrézieux-Bouthéon 42, Andrézieux-Bouthéon    | Cemento (i) | Jessika Ponchet   | 3-6, 6-4, 6-1    |
| 7. | 30 marzo 2024    | Open de Seine-et-Marne, Croissy-Beaubourg                 | Cemento (i) | Mona Barthel      | 6-4, 7-5         |

#### Sconfitte (6)
| Torneo $100.000 (0) |
| Torneo $80.000 (0)  |
| Torneo $75.000 (0)  |
| Torneo $60.000 (2)  |
| Torneo $50.000 (0)  |
| Torneo $40.000 (0)  |
| Torneo $25.000 (2)  |
| Torneo $15.000 (1)  |
| Torneo $10.000 (1)  |

| N. | Data             | Torneo                                             | Superficie  | Avversaria         | Punteggio     |
| 1. | 25 maggio 2014   | Jolie Ville Golf Women's, Sharm el-Sheikh          | Cemento     | Anastasija Saitova | 3-6, 2-6      |
| 2. | 8 dicembre 2019  | Magic Tours, Monastir                              | Cemento     | Anastasia Kulikova | 6(6)-7, 4–6   |
| 3. | 29 agosto 2021   | Torneo Internacional Femenino Ciudad de Vigo, Vigo | Cemento     | Olivia Gadecki     | 2-6, 4-6      |
| 4. | 10 ottobre 2021  | Henderson Tennis Open, Las Vegas                   | Cemento     | Emina Bektas       | 1-6, 1-6      |
| 5. | 25 dicembre 2022 | All Japan Indoor Tennis Championships, Kyoto       | Cemento (i) | Miyu Katō          | 4-6, 6-2, 2-6 |
| 6. | 9 marzo 2025     | Adeona Helsinki Open, Helsinki                     | Cemento (i) | Sofia Costoulas    | 3-6, 5-7      |

### Doppio

#### Vittorie (8)
| Torneo $100.000 (0) |
| Torneo $80.000 (0)  |
| Torneo $75.000 (0)  |
| Torneo $60.000 (2)  |
| Torneo $50.000 (0)  |
| Torneo $40.000 (0)  |
| Torneo $25.000 (3)  |
| Torneo $15.000 (3)  |
| Torneo $10.000 (0)  |

| N. | Data             | Torneo                                    | Superficie  | Compagna           | Avversarie in finale              | Punteggio        |
| 1. | 17 giugno 2017   | Guimarães Ladies Open, Guimarães          | Cemento     | Arianne Hartono    | Maria Masini Olga Parres Azcoitia | 7-5, 6-0         |
| 2. | 7 novembre 2020  | Lousada Indoor Open, Lousada              | Cemento (i) | Arianne Hartono    | Amanda Carreras Tena Lukas        | 6–1, 5–7, [10–7] |
| 3. | 27 marzo 2021    | Jolie Ville Golf Women's, Sharm el-Sheikh | Cemento     | Alicia Barnett     | Ku Yeon-woo Raphaëlle Lacasse     | 6-4, 6-1         |
| 4. | 26 giugno 2021   | Porto Open, Porto                         | Cemento     | Arianne Hartono    | Mana Ayukawa Akiko Omae           | 7–5, 6–2         |
| 5. | 16 ottobre 2021  | Women's Florence, Florence                | Cemento     | Emily Appleton     | Robin Anderson Elysia Bolton      | 6–3, 1–6, [10–8] |
| 6. | 11 febbraio 2022 | Engie Open de l'Isère, Grenoble           | Cemento (i) | Prarthana Thombare | Alicia Barnett Olivia Nicholls    | 6–3, 6-3         |
| 7. | 12 agosto 2023   | Roehampton GB Pro Series, Roehampton      | Cemento     | Mariam Bolkvadze   | Talia Gibson Petra Hule           | 7-5, 6-3         |
| 8. | 3 novembre 2023  | Engie Open Nantes Atlantique, Nantes      | Cemento (i) | Ali Collins        | Emily Appleton Isabelle Haverlag  | 7-6(4), 6-2      |

#### Sconfitte (7)
| Torneo $100.000 (1) |
| Torneo $80.000 (0)  |
| Torneo $75.000 (0)  |
| Torneo $60.000 (1)  |
| Torneo $50.000 (0)  |
| Torneo $40.000 (1)  |
| Torneo $25.000 (1)  |
| Torneo $15.000 (3)  |
| Torneo $10.000 (0)  |

| N. | Data             | Torneo                                    | Superficie  | Compagna          | Avversarie in finale                      | Punteggio   |
| 1. | 21 aprile 2019   | Cancun Tennis Cup, Cancún                 | Cemento     | Mathilde Armitano | Victoria Rodríguez Marcela Zacarías       | 2-6, 0-6    |
| 2. | 5 ottobre 2019   | Envol Tennis Open, Andrézieux-Bouthéon    | Cemento     | Emily Appleton    | Valentina Losciale Carla Touly            | 5-7, 3-6    |
| 3. | 12 febbraio 2021 | Open GDF Suez De L'Isere, Grenoble        | Cemento (i) | Arianne Hartono   | Ioana Loredana Roșca Kimberley Zimmermann | 1-6, 5-7    |
| 4. | 20 marzo 2021    | Jolie Ville Golf Women's, Sharm el-Sheikh | Cemento     | Alicia Barnett    | Momoko Kobori Ayano Shimizu               | 4-6, 1-6    |
| 5. | 10 febbraio 2024 | Lexus GB Pro-Series Edgbaston, Edgbaston  | Cemento (i) | Ali Collins       | Magali Kempen Lara Salden                 | 6(6)-7, 2-6 |
| 6. | 22 marzo 2025    | i-Vent Brankit Open, Maribor              | Cemento (i) | Jessika Ponchet   | Julie Belgraver Urszula Radwańska         | 1-6, 4-6    |
| 7. | 4 maggio 2025    | Kangaroo Cup, Gifu                        | Cemento     | Emina Bektas      | Momoko Kobori Ayano Shimizu               | 1-6, 2-6    |